# Renato Cati
Renato Cati (Ferrara, 1519 ? – Ferrara, 7 marzo 1608) fu un politico e diplomatico presso la corte estense e della città di Ferrara.

## Biografia
Nacque attorno al 1519 da Ludovico Cati, giureconsulto e diplomatico e da Ippolita Nigrisoli.
Sposò Eleonora Gualengo, 
anch'essa proveniente da famiglia patrizia minore nella sfera dei duchi d'Este, con terre infeudate a Tresigallo e a Finale Emilia.
Studiò presso l'università di Ferrara e fu allievo dell'Alciato, che il 17 giugno 1546 divenne promotore della sua laurea in diritto civile e canonico. Seguì la professione paterna nell'insegnamento del diritto universitario in più facoltà oltre quella di Ferrara, ove ne divenne lettore di diritto civile e criminale e mantenne la cattedra sino al 1598, in seguito nella medesima università venne elevato al grado di Riformatore. Ricoprì per la casa d'Este numerose magistrature.
Fu consigliere intimo del Duca Ercole II d'Este prima ed a seguire di Alfonso II d'Este quinto duca di Ferrara, Modena e Reggio.
Partì con Alfonso II in qualità di suo consigliere, nella campagna militare in sostegno dell'imperatore Massimiliano II d'Asburgo che aveva da poco sposato la sorella del duca d'Este e comandava l'esercito imperiale attestato a Raab per impedire il dilagare delle truppe ottomane verso la città di Vienna.
Divenne ambasciatore residente presso la corte imperiale, ove Massimiliano II d'Asburgo e nel 1573 gli rinnovò la concessione dell'uso dell'aquila imperiale nel proprio stemma gentilizio e gli conferì l'ulteriore titolo di Conte Palatino del Sacro Romano Impero per sé e per i suoi discendenti. Al ritorno dalla missione di ambasciatore in Germania, il duca Alfonso II lo nominò suo Consigliere Segreto. In qualità di ambasciatore fu inviato nuovamente in numerosi corti italiane ed europee. Dopo la morte di Alfonso II, e la Devoluzione di Ferrara, lo chiamò presso la propria corte e poi lo inoltrò come ambasciatore presso la Repubblica di Venezia.
Rientrato a Ferrara in occasione della visita di Clemente VIII gli dedicò un'orazione, il quale contraccambiò ascrivendo la famiglia di Renato Cati tra le 27 case nobili del perpetuo Consiglio.
Fu fratello di Sigismondo giurista ed Ercole letterato. Morì in Ferrara il 7 marzo del 1608 ed ebbe sepoltura come i suoi avi, nell'antica chiesa de' Servi.